# Криптопортик
Криптопортик (от латински kriptos – таен, и porticus – подземен/скрит проход) е полуподземен проход (тунел).
Понякога е засводен с четвърт цилиндричен свод така, че да получава светлина от едната страна, докато от другата страна обикновено се обляга на по-висок терен.